# 아르달란

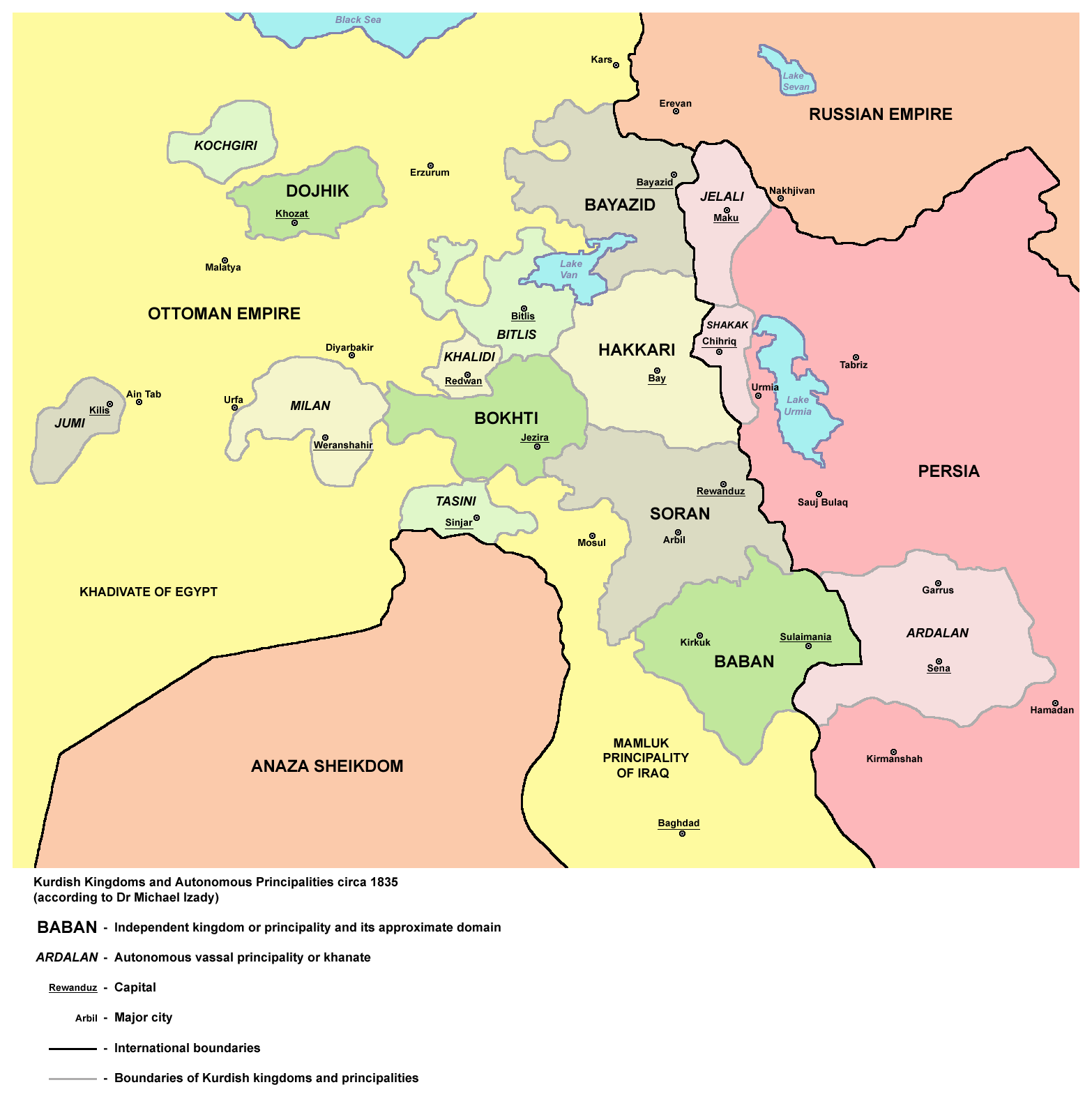
1835년의 쿠르드 공국들

아르달란(Ardalan, 쿠르드어: میرنشینی ئەردەڵان)은 약 14세기부터 1860년대까지 이란 서부에 있던 카자르 제국의 쿠르드족 봉신 국가였다. 수도는 사난다지, 영토는 오늘날 이란의 쿠르디스탄주와 대략 일치하였다. 문어(文語)는 고라니어였는데 아르달란이 멸망하자 고라니어의 문헌 기록은 멈추었다. 인근의 바반(Baban)이 주요 경쟁국이었다.

## 같이 보기
- 코르데스탄주
- 고라니어